# トゥーハーバーズ (ミネソタ州)

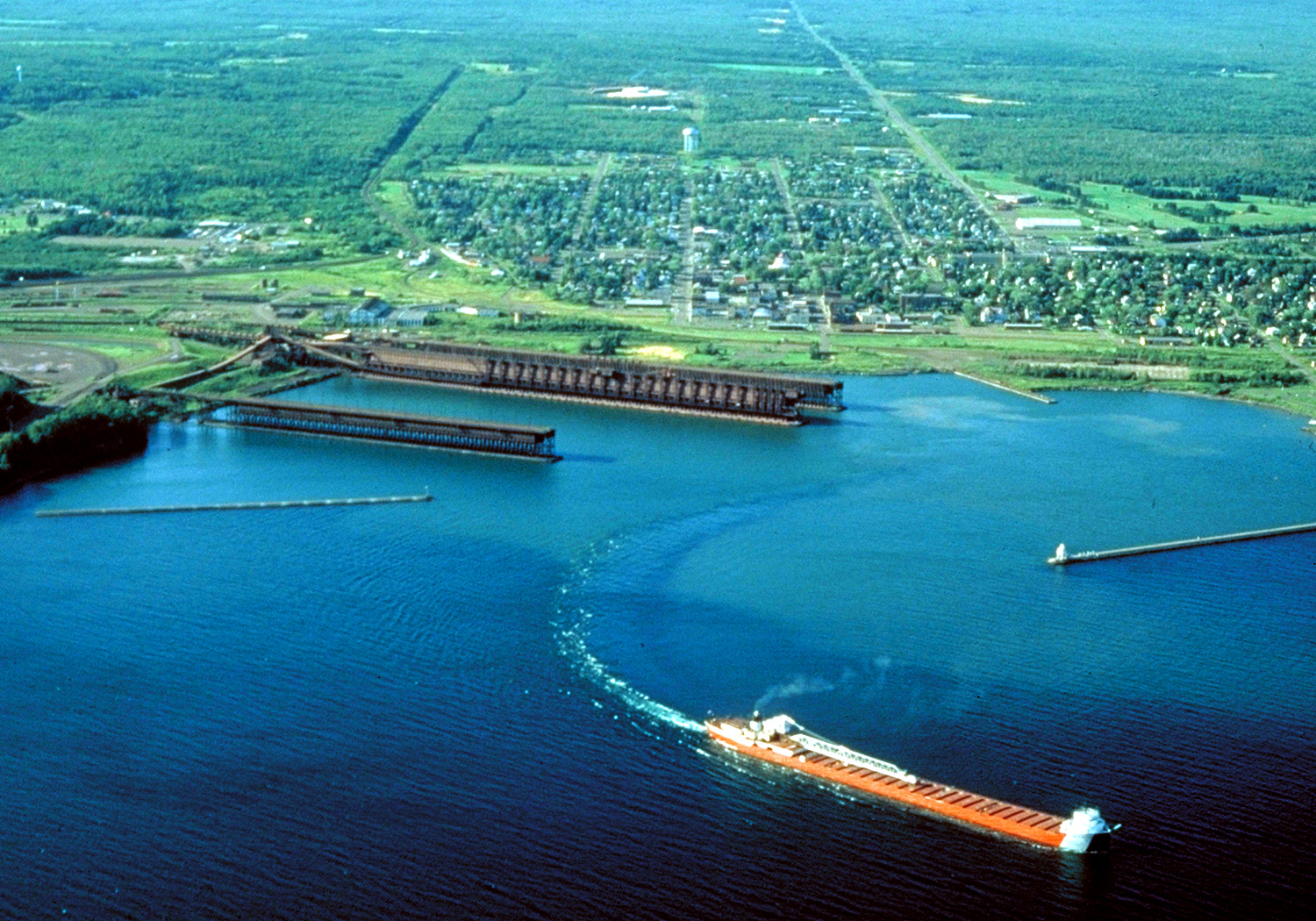
トゥーハーバーズ港

トゥーハーバーズ（Two Harbors）は、アメリカ合衆国ミネソタ州北東部の都市。レイク郡の郡庁所在地である。人口は3,537人（2024年推計）。地域の中心都市であるダルースの北東45キロメートルに位置する。スペリオル湖畔にあり、かつてはダルースと並ぶ鉄鉱石の重要な積出港であったが、近年は観光業が市の主産業となっている。
トゥーハーバーズは世界有数の化学・電気素材メーカーである3M発祥の地として知られている。1902年にこのトゥーハーバーズで創業した同社はその後ダルースへ、そして1906年に現在のメープルウッド（セントポール郊外）へと本社を移し、事業を拡大していった。

## 歴史
出典: トゥーハーバーズ市商業局公式サイト
初期にこの地に住み着いたヨーロッパ人入植者にはスウェーデンやノルウェー、デンマークといった北欧出身の移民が多かった。その他にはアメリカ合衆国北部の他地域同様、イギリス人やドイツ人の移民がいた。彼ら入植者がテントやキャンプを張ったこの村は長い間、周囲を深い森に囲まれ、数エーカーが開けているだけであった。
やがてミネソタ州北東部、現在ではアイアン・レンジと呼ばれる地域で鉱業が興ると、トゥーハーバーズはダルースと並ぶ鉄鉱石の積出港として発展していくようになった。1874年には鉄鉱石をダルースやトゥーハーバーズの港まで運搬する手段としての鉄道が敷かれた。1884年にはトゥーハーバーズ港のシンボルともいえる2本の鉄鉱石埠頭が完成した。1886年にはレイク郡の郡庁がビーバーベイからトゥーハーバーズに移ってきた。1888年には、トゥーハーバーズは正式な町になった。1892年には24時間点燈の灯台が設置された。この灯台は現在も点燈している灯台としては州内最古のものであり、国の史跡に指定されている。1924年にはカナダ国境へと通じる国道が建設された。
20世紀後半に入るまで、トゥーハーバーズの町は鉄鉱石の積出と林業と漁業とで栄えた。しかし現在ではその影は薄れ、専らダルース近郊の避暑地・観光地としてのみその名を知らしめている。

## 地理

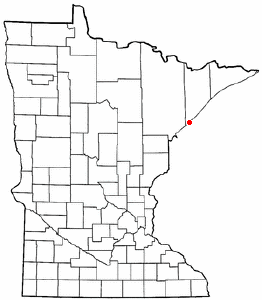
ミネソタ州内の位置

トゥーハーバーズは北緯47度01分22秒 西経91度40分15秒 / 北緯47.02278度 西経91.67083度に位置している。市はミネソタ州北東部の中心都市であるダルースの北東約45キロメートルに位置している。市街地はスペリオル湖に突き出た小半島を中心に南北約2キロメートル、東西約1キロメートルの範囲内に収まっている。半島の東側にはバーリントン湾、西側にはアゲート湾という天然の湾があり、このことからトゥーハーバーズという市名がついている。このうち2本の鉄鉱石埠頭が特徴的なトゥーハーバーズ港があるのはアゲート湾のほうである。ダルースからスペリオル湖沿いにカナダ国境まで走るミネソタ州道61号線は市のほぼ中央部を東西に走っている。この州道61号線は、かつては「ハイウェイ61」と呼ばれ、ダルース出身の歌手、ボブ・ディランのアルバム「追憶のハイウェイ 61」に収録されている同名の楽曲にも歌われた国道61号線であった。市の西側および港湾地区には旧ダルース・ミッサビ・アンド・アイアン・レンジ鉄道の線路が敷かれている。夏の観光シーズンには、ダルースからの観光列車が同線路上を走る。
アメリカ合衆国統計局によると、トゥーハーバーズ市は総面積8.3km²（3.2mi²）である。

## 人口動勢
以下は2000年国勢調査による人口統計データである。
| 基礎データ - 人口: 3,613人 - 世帯数: 1,523世帯 - 家族数: 953家族 - 人口密度: 433.2人/km²（1,120.7人/mi²） - 住居数: 1,631軒 - 住居密度: 195.6軒/km²（505.9軒/mi²） 人種別人口構成 - 白人: 98.06% - アフリカン・アメリカン: 0.06% - ネイティブ・アメリカン: 0.66% - アジア人: 0.11% - その他の人種: 0.08% - 混血: 1.02% - ヒスパニック・ラテン系: 0.61% 年齢別人口構成 - 18歳未満: 23.0% - 18-24歳: 8.1% - 25-44歳: 24.8% - 45-64歳: 22.5% - 65歳以上: 21.6% - 年齢の中央値: 41歳 - 性比（女性100人あたり男性の人口） - 総人口: 86.9 - 18歳以上: 83.0 | 世帯と家族（対世帯数） - 18歳未満の子供がいる: 29.7% - 結婚・同居している夫婦: 48.9% - 未婚・離婚・死別女性が世帯主: 10.4% - 非家族世帯: 37.4% - 単身世帯: 32.0% - 65歳以上の老人1人暮らし: 16.0% - 平均構成人数 - 世帯: 2.27人 - 家族: 2.86人 収入と家計 - 収入の中央値 - 世帯: 37,708米ドル - 家族: 47,113米ドル - 性別 - 男性: 39,712米ドル - 女性: 29,076米ドル - 人口1人あたり収入: 19,793米ドル - 貧困線以下 - 対人口: 9.5% - 対家族数: 7.2% - 18歳未満: 15.7% - 65歳以上: 4.3% |